# Castelo de San Pedro de la Roca
O Castelo de San Pedro de la Roca (também conhecido por Castillo del Morro) é um castelo costeiro localizado na cidade cubana de Santiago de Cuba.

## História
O castelo foi construído para proteger o importante porto de Santiago de Cuba, começando a ser construído em 1638 e acabando em 1700, demorando 42 anos.
O forte foi-se deteriorando no século XX, mas foi restaurado na década de 1960. Foi declarado Património Mundial da UNESCO em 1997.